# OpenZFS
OpenZFS je zastřešující projekt pro implementaci a rozvoj souborového systému ZFS. Založili jej na podzim 2013 společně vývojáři Linuxu, FreeBSD, OS X a illumosu.
Mezi vlastnosti, které OpenZFS do ZFS přidává, patří komprese Zstandard  a výkonnější deduplikace.
Předpokládá se, že v roce 2020 nahradí OpenZFS verze 2.0 implementaci ZFS v jádru Linuxu.